# Kłuszyno
Kłuszyno (ros. Клушино) – wieś (ros. деревня, trb. dieriewnia) w Rosji, w obwodzie smoleńskim, w rejonie gagarińskim, 250 km na wschód od Smoleńska, 150 km na zachód od Moskwy, 10–15 km na północ od miasta Gagarin.
Koło wsi Prieczistoje, kilka kilometrów na zachód od Kłuszyna, w dniu 4 lipca 1610 roku wojsko Rzeczypospolitej (6,8 tys. jazdy, w tym husaria, 200 piechoty, 2 działa) dowodzone przez hetmana Stanisława Żółkiewskiego pokonało armię rosyjską kniazia Dymitra Szujskiego i posiłkowy korpus szwedzki (łącznie 35 tys.). Armia rosyjska i korpus szwedzki dążyły na odsiecz oblężonemu Smoleńskowi. Sukces ten otworzył Żółkiewskiemu drogę na Moskwę, którą Polacy zdobyli. Hetman Żółkiewski ocenił bitwę kłuszyńską jako największe osiągnięcie w swojej karierze.
W 1934 roku w Kłuszynie urodził się Jurij Gagarin.